# Mirageman
Mirageman es una película chilena de 2007 estrenada comercialmente el 20 de marzo de 2008, dirigida por Ernesto Díaz Espinoza y protagonizada por Marko Zaror en la que actúa también María Elena Swett. 
La película mezcla el subgénero de superhéroes con el de artes marciales. Ganó medalla de bronce en Mejor Película y además el premio de reconocimiento del público en el Festival de Austin, EE. UU.

## Argumento
Maco Gutiérrez (Marko Zaror) trabaja como guardia en el club nocturno Passapoga, su vida es solitaria y gris desde que unos delincuentes mataron a sus padres, a él lo golpearon casi hasta matarlo y abusaron de Tito (Ariel Mateluna), su hermano menor, quien desde entonces sufre de serias secuelas psicológicas y permanece internado en un hospital. Desde el incidente, Gutiérrez entrena duramente en las artes marciales, las que ha llegado a dominar de una manera notable. Una noche mientras trotaba por la calle, descubre a unos encapuchados atracando en una casa. Luego de incapacitar al primer asaltante toma el pasamontañas azul de éste, para cubrir su rostro y acabar con el resto antes que logren violar a la mujer que vive en el lugar, una famosa conductora de un noticiario nocturno llamada Carol Valdivieso (María Elena Swett), por quién Gutiérrez de inmediato se siente atraído. Este heroico acto no tarda en hacerse público, debido a que la víctima realiza un reportaje sobre este héroe urbano.
Mientras visita a su hermano, los doctores a cargo señalan que desde que el niño vio las noticias sobre el enmascarado demostró una notable mejoría; aunque aún es incapaz de comunicarse, salió de su aislamiento casi catatónico y se ha motivado a realizar actividades tales como el dibujo y ejercicio físico. Motivado por todo ello, Gutiérrez decide ser un protector anónimo: Mirageman. Para ello crea una dirección de internet donde la gente en problemas pueda contactarlo y fabrica un estrafalario traje que lleva bajo su ropa, desgraciadamente, cuando intenta detener un atraco descubre lo inconveniente y lento que es quitarse su ropa, buscar dónde esconderla y llegar a tiempo para actuar. Esta experiencia termina cuando, tras detener a los criminales, descubre que sus pertenencias han sido robadas y debe lidiar con la vergüenza de volver a casa a pie vestido con este atuendo. 
Tras esta primera experiencia nota que Tito ha dibujado una versión idealizada del enmascarado, donde lo representa con una máscara azul, una gruesa chaqueta y jeans; lo que lo inspira a crear una nueva apariencia modificando el pasamontañas en una máscara de luchador y vistiendo siempre una chaqueta reversible que le permite asumir en pocos segundos la apariencia imaginada por su hermano.
Pronto la gente comienza a comunicarse a través de internet; entre ellos, un atolondrado muchacho que se hace llamar Pseudo-Robin (Iván Jara), quien intenta convencerlo de permitirle ser su ayudante. La primera misión que Mirageman acepta, es acabar con una pandilla de bravucones que se ha instalado en Bilbao, este hecho llama la atención de las noticias y divide la opinión de la gente entre quienes lo ven como una broma y los que agradecen su iniciativa. Rápidamente Mirageman se vuelve una presencia constante en el centro de Santiago, dividiendo su tiempo entre su trabajo, visitar a su hermano y patrullar las calles.
Carol consigue una entrevista con Mirageman, quien no revela su identidad, pero confiesa en vivo que ella lo motivó al darle las gracias por salvarla. Esto impulsa la carrera de la ambiciosa periodista, quién no tiene reparos en utilizar los incidentes sobre Mirageman para hacer despegar su fama y abiertamente reconoce que está dispuesta a cualquier cosa para obtener audiencia. 
Poco después, Gutiérrez recibe un correo de un informante anónimo que señala a una red de pedofilia que asegura son responsables de la desaparición de una pequeña niña que aún no ha sido encontrada, sin embargo, la policía no puede intervenir por falta de evidencias; razón por la cual le hace llegar la información necesaria respecto a la organización, un chaleco antibalas y la ubicación de su escondite, encomendándole acabar con ellos.
Una vez en el lugar, Mirageman se enfrenta a los criminales, pero es abrumadoramente superado por la situación, recibiendo una salvaje golpiza. El jefe de la banda ordena a Juan (Mauricio Pesutic), su mano derecha, que termine con él, por lo que junto a otros subordinados lo lleva fuera del recinto, pero de improviso el criminal asesina a sus compañeros, se dispara para simular que también fue atacado y permite al héroe escapar fingiendo que huyó por su cuenta. Tras este fracaso Gutiérrez entra en una depresión y abandona su faceta de vigilante, lo que hace que la prensa se cuestiona si Mirageman se ha acobardado, Tito sufra un retroceso en su estado y la carrera de Carol sufre un revés al no poder seguir explotando a Mirageman.
Un día, un grupo de criminales secuestra a Carol y envía un mensaje a través de televisión a Mirageman advirtiendo que asesinaran a la mujer si no se presenta y los enfrenta. Gutiérrez llega al lugar acordado acompañado por Pseudo-Robin, quién queda inconsciente al primer golpe, sin embargo, Mirageman enfrenta y acaba con cada malhechor del grupo, todos ellos expertos en artes marciales, hasta rescatar a Carol y llevarla de vuelta a su hogar, donde la periodista lo convence de revelarle su identidad, tras lo cual hacen el amor. Al día siguiente, el canal para el cual trabaja Carol comienza a promocionar el incidente como un espectáculo que pretende transmitir en horario estelar, revelando que contrataron a los mejores artistas marciales del país para fingir el secuestro y ahora pretenden transmitir las peleas, la identidad de Mirageman y las escenas de él sosteniendo relaciones sexuales con Carol como una forma de aumentar su audiencia. Esto destroza a Gutiérrez y sume en una depresión a Tito que lo hace revivir nuevamente el trauma de la muerte de sus padres. 
Abrumado y sintiéndose traicionado, Gutiérrez intenta lanzarse desde lo alto de un edificio, sin embargo, Juan se presenta en el lugar y lo detiene. El hombre le explica que en realidad es su informante y un policía encubierto, también le dice que ha usado sus influencias para apoderarse de las grabaciones del canal e impedir que revelan su identidad o cualquier información comprometedora, esto porque Juan tiene la certeza de que Mirageman es alguien capaz de hacer la diferencia, por ello lo inspira y le pide que rescate a la niña de la banda. 
Gutiérrez se pone manos a la obra en su casa, fabricando un arsenal casero compuesto principalmente por protectores corporales, armas blancas y bombas de humo con los que, junto al chaleco antibalas de Juan, se arma para ir a rescatar a la niña. Una vez en el lugar se infiltra silenciosamente, enfrentando y acabando con todos los miembros de la banda, pero recibiendo heridas que lo desgastan a medida que acaba con ellos. Al llegar a la habitación donde la niña es retenida, se enfrenta al jefe de la banda, quién le dispara en múltiples ocasiones antes que Mirageman logre decapitarlo. Herido y con la niña en brazos Mirageman escapa del lugar perseguido por el último sobreviviente de la banda, que hiere con varios disparos mortales al héroe, haciendo que su cuerpo caiga en un estanque cercano antes que Juan se presente y asesine al malhechor.
Al día siguiente los medios revelan cómo es que Mirageman acabó con una banda de pedófilos que había actuado impune y sacrificó su vida rescatando a la niña. Carol, supuestamente arrepentida, se disculpa en vivo por la forma en que trató al héroe, pero es despedida del canal y su carrera como periodista acaba. De la misma manera, la sociedad y los medios retratan a Mirageman como un genuino héroe y la gente marcha por las calles con copias de su máscara en respeto a su memoria. La historia termina con Tito, mostrando una notable mejoría mientras practica las artes marciales qué aprendió de su hermano en el patio del hospital, cuando, por un instante logra ver fugazmente a Mirageman observándolo desde lo alto de un edificio cercano.

## Elenco
- Marko Zaror como Maco Gutiérrez/Mirageman.
- María Elena Swett como Carol Valdivieso.
- Ariel Mateluna como Tito Gutiérrez.
- Mauricio Pesutic como Juan Moli.
- Iván Jara como Pseudo-Robin
- Jack Arama como Doctor Sartori.
- Gina Aguad como Lectora de Noticias.
- Eduardo Castro como Rony Lozano.
- Arturo Ruiz Tagle como Jefe Red de Pedofilia.
- Pablo Díaz como Cliente del Topless.
- Franciso Castro como Villano Capoeira.
- Esteban Vitagliano como Villano Tae kwon Do.
- Juan Pablo Miranda como Ladrón Casa.
- Juan Pablo Aliaga como Padre Niña Secuestrada.
- Gabriela Sobarzo como Enfermera Juanita.
- Sofía Salas como Enfermera Sofía.
- Hugo Núñez como Loquito Pincel.
- Paula Leonccini como Mujer Asaltada.
- Valentina Toro como Niña Secuestrada.
- Wernher Shurmann como Villano Enmascarado.
- Nicolas Ibieta como Vendedor de Máscaras.

## Remake
En el Fantastic Fest 2009, Marko Zaror confirmó que se estaba preparando un Remake estadounidense que también protagonizado por él y contaría con la dirección de Andy Cheng. Además de convenir con el formato 3D, este llevaría el nombre de "Defender 3D".